# Robert Powell
Robert Thomas Powell (Salford, Inglaterra, 1 de junio de 1944) es un actor británico, famoso por su papel en la miniserie Jesús de Nazaret. Su actuación completista se considera con frecuencia una de las mejores representaciones de Cristo.
La distintiva voz de Powell se ha hecho muy conocida como narrador de documentales, especialmente aquellos relacionados con la Segunda Guerra Mundial. Fue nominado al Premio BAFTA como Mejor Actor por Jesús de Nazaret en 1978 y ganó el premio al Mejor Actor en el Festival de Cine de Venecia por su actuación en la película Imperative en 1982.

## Biografía
Nació en Salford (Mánchester), es hijo de John Wilson y Kathleen (Davis) Powell. Estudió en la Manchester Grammar School, antes de pasar la Universidad de Salford. 
Comenzó con un pequeño papel en la versión original de The Italian Job. Tuvo que esperar unos años para su primer éxito, en la serie de ciencia ficción de la BBC Doomwatch, en 1970. Continuando con el género del suspense, en 1973 formó parte del elenco de The Asphyx junto a Robert Stephens.
El 29 de agosto de 1975 Powell se casó con su novia Barbara Lord, bailarina de Pan's People, con el fin de evitar problemas de visa cuando ella lo visitara en Marruecos y Túnez (donde Powell filmaría la miniserie Jesús de Nazaret).[cita requerida]
El 23 de noviembre de 1977 tuvieron su primer hijo, Barney, y en 1979 tuvieron a una hija, Kate.
Powell, poco conocido antes de 1975, alcanzó gran fama y notoriedad cuando encarnó de manera notable a Jesucristo en la miniserie Jesús de Nazareth filmada en Túnez y que se emitió durante marzo y abril de 1977, Powell desempeñó el papel de reemplazo de actor principal junto a un selecto elenco  compuesto por Laurence Olivier, Christopher Plummer, Rod Steiger y James Mason. Powell fue nominado para un premio BAFTA por su papel, y consiguió un premio de TV Times.[¿cuál?] Tras la grabación de Jesús de Nazareth, Powell afirmó tener problemas para retomar su vida cotidiana por el nivel de inmersión en el personaje, llegando a afirmar que creía haber arruinado su carrera con dicho papel.
En 1978 hizo el papel protagonista de ingeniero Richard Hannay en la tercera versión de la película Los treinta y nueve escalones. En 1980 apareció en la película Arlequín, con la que ganó el Premio al Mejor Actor en el Festival de Cine de París. En 1982 ganó el Premio al Mejor Actor en el Festival de Cine de Venecia por su papel en Imperativ.
En 1984 realizó el papel de Victor Frankenstein en la película Frankenstein.
En 1986 tuvo un gran éxito televisivo con la miniserie Shaka Zulu que narra la historia de Shaka, un jefe tribal zulú que a principios del siglo XIX inició un proceso revolucionario contra los colonizadores británicos en la actual Sudáfrica.
En 1992 Powell protagonizó en Nueva Zelanda la película Chunuk Bair, basada en la Primera Guerra Mundial, en la que interpretó al sargento Frank Smith.
En la actualidad Powell ha reducido su actividad como actor, centrándose más en su faceta de actor de voz. En esta línea, ha participado en publicidad y como narrador de programas de televisión. También ha narrado muchos audio libros, entre ellos una versión abreviada de Los 39 escalones, varios libros de Alan Garner, y varias novelas abreviadas de The Talking Classics Collection (colección Los clásicos hablan). Powell también ha prestado su voz a obras musicales, como el disco La Rime Ancient Mariner, o la ópera rock de 2002 El mastín de los Baskerville, donde desempeñó el papel de John Watson. También hizo la narración de un disco de Rick Wakeman llamado The Cost of Living.
A principios de 2006 apareció regularmente de nuevo en las series de televisión. El 9 de febrero de 2008 trabajó como narrador de Pedro y el lobo (de Prokófiev) con la Orquesta Filarmónica de Huddersfield.

## Filmografía
- Robbery (1967)
- Walk a Crooked Path (1969)
- Un trabajo en Italia (1969)
- Secrets (1971)
- Running Scared (1972)
- Asylum (1972)
- The Asphyx (1973)
- Mahler (1974)
- Tommy (1975)
- Jesús de Nazareth (1977)
- Más allá del bien y del mal (1977)
- Las cuatro plumas (1978)
- Los treinta y nueve escalones (1978)
- Harlequin (1980)
- Jane Austen in Manhattan (1980)
- The Survivor (1981)
- Imperativ (1982)
- The Jigsaw Man (1983)
- What Waits Below (1984)
- Frankenstein (1984)
- D'Annunzio (1985)
- Laggiú Nella Giungla (1986)
- Shaka Zulu (1986)
- Chunuk Bair (1992)
- Holby City (2005 - 2011) Mark Williams
- La Biblia (2013) - Narrador (versión del Reino Unido)

## Premios y distinciones
Festival Internacional de Cine de Venecia
| Año  | Categoría      | Película   | Resultado |
| ---- | -------------- | ---------- | --------- |
| 1982 | Golden Phoenix | Imperativo | Ganador   |

| Año  | Categoría  | Premio               | Película         | Resultado |
| ---- | ---------- | -------------------- | ---------------- | --------- |
| 1978 | Best Actor | BAFTA TV Award Award | Jesús de Nazaret | Nominado  |